# The Last of the Real Ones
«The Last of the Real Ones» es una canción escrita y grabada por la banda estadounidense de rock Fall Out Boy de su séptimo álbum de estudio, M A N I A (2018). Fue lanzado como el tercer sencillo el 14 de septiembre de 2017.
La canción tocó por primera vez en vivo en Jimmy Kimmel Live! el 18 de septiembre de 2017, después de debutar en House of Blues en Chicago el 16 de septiembre.

## Video musical
El video musical de "The Last of the Real Ones" debutó el mismo día en que se lanzó el tercer sencillo. Presenta a Wentz siendo atacado por llamas con una pala después de haber sido atado en la parte trasera de un automóvil. Tiene un parecido sorprendente con el video musical de la canción de Kanye West, Flashing Lights, donde Kanye está igualmente atado en la parte trasera de un automóvil y es atacado por una mujer con una pala.

## Descarga digital
Todas las canciones escritas y compuestas por Fall Out Boy. 
| N.º | Título                      | Duración |  |
| 1.  | «The Last of the Real Ones» | 3:50     |  |

## Posicionamiento en lista
| Lista (2017)                  | Posiciones |
| ----------------------------- | ---------- |
| Australia (ARIA)              | 83         |
| US Hot Rock Songs (Billboard) | 5          |